# Jonty Entwistle
Jonathan "Jonty" Entwistle (1868 – không rõ) là một cầu thủ bóng đá người Anh thi đấu ở Football League cho Accrington và Darwen.